# Шалонский собор (594)
Шалонский собор — поместный собор, проведённый в 594 году.
На проведенном в 594 году Шалонском соборе были определены богослужебные правила для Сен-Марсельского монастыря. По оценке В. В. Солодовникова, установление синодом правил для конкретной обители являлось «проявлением опеки, доведенной до абсурда», так как к концу VI века единый порядок богослужения в стране уже сложился. Соборное движение в Галлии пыталось поставить монастыри в зависимость от коллегиальных органов церковного управления.